# Bartomeu Sirvent
Bartomeu Sirvent fou un funcionari de la Cancelleria Reial i autor d'epístoles en llatí humanístic, segons l'estil que inicià Bernat Metge.